# Korswandt
Korswandt är en kommun och ort i Landkreis Vorpommern-Greifswald i förbundslandet Mecklenburg-Vorpommern i Tyskland.
Kommunen ingår i kommunalförbundet Amt Usedom-Süd tillsammans med kommunerna Benz, Dargen, Garz, Kamminke, Koserow, Loddin, Mellenthin, Pudagla, Rankwitz, Stolpe auf Usedom, Ückeritz, Usedom, Zempin och Zirchow.